# Brachyzancla
Brachyzancla é um gênero de traça pertencente à família Agonoxenidae.